# Xerostomia
Il termine xerostomia (anche nota come secchezza delle fauci) indica bocca secca a causa della mancanza di saliva.  La xerostomia può causare difficoltà nel parlare e mangiare. In molti casi può comportare anche alitosi e un importante aumento di carie dentali dal momento che uno degli effetti protettivi della saliva, cioè la rimineralizzazione dello smalto, non è più presente. In molti casi la xerostomia può rendere la mucosa del tessuto parodontale e della bocca più vulnerabile alle infezioni.

## Etimologia
Il termine xerostomia deriva dai termini greci xeros (secco) e stoma (bocca).

## Epidemiologia
Diffusa particolarmente nelle persone anziane, prevalentemente donne, con un'incidenza di circa un quarto della popolazione.

## Eziologia
In linea di massima la xerostomia è causata dall'insufficiente produzione di saliva oppure dalla sua eliminazione eccessiva, come avviene ad esempio nel caso di eccessiva respirazione attraverso la bocca. Fra le possibili cause ci sono:
- Iposalivazione 
  - Sindrome di Sjögren;
  - Sindrome di Lambert-Eaton;
  - Diabete mellito in cattivo controllo metabolico;
  - Stati d'ansia;
  - Abuso di alcolici;
  - Traumi coinvolgenti le ghiandole salivari, i dotti o la loro innervazione;
  - Radio o chemioterapia per tumori localizzati nella regione del cranio/collo;
  - Abuso di metanfetamina, cannabis, eroina;
  - Disidratazione (varie cause in particolare febbre o diarrea profusa);
- Farmaci
  - Antidepressivi e ansiolitici;
  - Antistaminici;
  - Decongestionanti;
  - Antiipertensivi;
  - Miorilassanti;
  - Farmaci per l'incontinenza urinaria;
  - Farmaci per la malattia di Parkinson.

Molti soggetti anziani riferiscono di provare una sensazione più o meno grave di xerostomia, tuttavia alcuni studi sembrano indicare che la produzione di saliva da parte delle ghiandole salivari maggiori non si riduce in modo clinicamente significativo con il progredire dell'età. Secondo un altro studio la produzione di saliva delle ghiandole salivari maggiori è indipendente da età, sesso e razza. Pertanto i segni e sintomi di secchezza della bocca negli anziani non possono essere considerati una normale conseguenza dell'invecchiamento. È opportuno ricordare che gli anziani hanno maggiori probabilità di soffrire di problemi di salute che potenzialmente possono causare xerostomia e che essi assumono spesso molti farmaci in grado di determinare bocca secca.

## Sintomi
- Bocca appiccicosa e secca
- Saliva spessa e viscosa

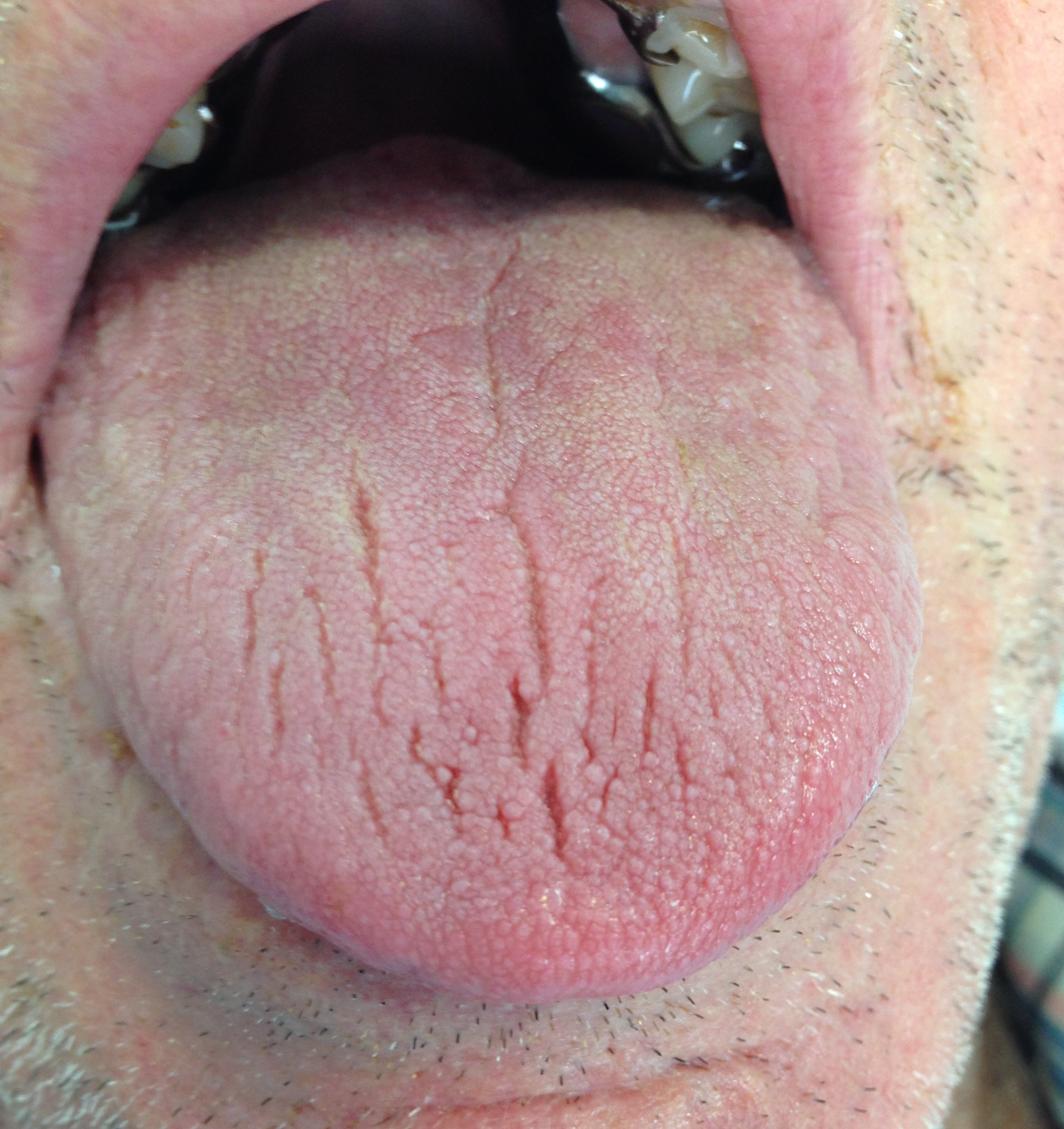
La xerostomia espone a rischio di infezioni batteriche e micotiche

- Sensazione di dolore urente (bruciore) alla bocca
- Sensazione di labbra e gola secca
- Alitosi
- Difficoltà di deglutizione
- Difficoltà a parlare
- Infezioni del cavo orale (batteriche e micotiche)
- Piaghe e afte del cavo orale

## Trattamento
Il trattamento consiste nel trovare le cause correggibili e, se possibile, rimuoverle.
In molti casi non è possibile correggere la xerostomia, pertanto il trattamento si deve concentrare sulla possibilità di alleviarne i sintomi e prevenirne le sequele, ad esempio il formarsi di carie dentali. I pazienti con xerostomia devono evitare l'uso di decongestionanti e antistaminici, e prestare grande attenzione all'igiene orale. Il sorseggiare frequentemente liquidi non gassati né zuccherati, il masticare gomma contenente xilitolo e utilizzare sostitutivi della saliva a base di carbossimetilcellulosa o di idrossietilcellulosa può aiutare.
La pilocarpina, un agonista colinergico, può essere prescritta per il trattamento della xerostomia.
La cevimelina (Evoxac) è stata autorizzata in alcuni paesi per il trattamento della secchezza delle fauci associata alla sindrome di Sjögren. Come la pilocarpina, anche la cevimelina è un agonista colinergico. Tuttavia, attualmente nessun trattamento chimico sistemico risulta essere indicato per il sollievo della malattia nella pratica clinica. 

### Sostituti della saliva
I sostituti della saliva sono spesso il trattamento di scelta per i pazienti con xerostomia. Si ricorda che la xerostomia è il sintomo (bocca secca) la cui causa è la ridotta secrezione salivare (iposalivazione). Alcuni prodotti commerciali di vecchia concezione sono soluzioni elettrolitiche che tamponano l'acidità che viene a generarsi nella cavità orale in condizioni di iposalivazione. Altri di più recente concezione hanno una formulazione basata sulla presenza di speciali sostanze inerti ad attività umidificante e lubrificante imitando la saliva naturale e hanno dimostrato una buona efficacia sintomatica nel ridurre i disturbi della xerostomia in pazienti con sindrome di Sjögren e anche in pazienti con secchezza della bocca causata da farmaci. Di ultimissima generazione esistono sul mercato dei sostituti salivari che contengono anche degli enzimi antibatterici simili a quelli contenuti nella saliva naturale: lisozima, lattoferrina, lattoperossidasi.

### Altri prodotti
L'utilizzo da parte dei pazienti di prodotto enzimatici per l'igiene del cavo orale sembra non avere "alcun effetto sulla colonizzazione orale da parte di germi appartenenti alla specie Candida e alla microflora orale in grado di provocare" e non determinerebbe "conte significativamente più basse di batteri quali Streptococcus mutans e Lactobacilli".